# Верв
Верв — сільська територіальна громада в Київській Русі та у південних слов'ян (хорватів), відповідала польському «ополю», сербському «околині» чи новгородському «погостові». Термін походить від слов'янського слова «верв» (д.-рус. вервь), що означало мотузку, якою вимірювали ту ділянку землі, на якій жили члени верви. Об'єднувала населення одного або кількох селищ. Згадується в «Руській правді» та «Полицькому статуті» (XV–XVII ст.).
Виникла як родова спільнота, що об'єднувала групу родичів зі спільним господарством. Але з розпадом родового ладу вона розвивалась на територіальній основі. Зв'язки громадського характеру у верві стали переважати над родовими. Пережитки родових відносин зберігались у верві й пізніше, що було приводом для деяких істориків вважати їх родовою організацією. Але більшість статей «Руської правди», які згадують або мають на увазі верв (їх близько 15), змальовують цю форму суспільної організації, як територіальну общину, в яку входили одне або кілька близьких сіл і яка об'єднувала селян, що вели самостійне господарство. Органом управління верви була копа (копні збори) або віче. Територія верви дорівнювала території однієї або, іноді, кількох волостей. Крім землеробів, членами верви були також ремісники, що жили на її території. У верві існувало громадське володіння лісами, випасами та іншими угіддями, обов'язкова для всіх членів верви сівозміна, періодичні переділи орної землі.

## Відповідальність та правосуддя
Члени верви були пов'язані круговою порукою і несли взаємну відповідальність за сплату феодалові данини та за злочини, вчинені на території верви. Верв зобов'язана була у випадку злочину почати слідство («гонити слід»), а якщо винного не знаходили, вона як громада відповідала за злочин на її території (див. Вира). Верв судилася так званим вервним судом, виконувала також інші публічні функції: збирання податків для князя, військова оборона. У християнські часи верв мала свою церкву.